# 306.ª Divisão de Infantaria (Alemanha)
A 306ª Divisão de Infantaria (em alemão:306. Infanterie-Division) foi uma unidade militar que serviu no Exército alemão durante a Segunda Guerra Mundial.

## Comandantes
| Comandante                              | Data                                            |
| --------------------------------------- | ----------------------------------------------- |
| Generalleutnant Hans von Sommerfeld     | 15 de novembro de 1940 - 1 de novembro de 1942  |
| General der Artillerie Georg Pfeiffer   | 1 de novembro de 1942 - 21 de fevereiro de 1943 |
| Generalleutnant Theobald Lieb           | 21 de fevereiro de 1943 - 30 de março de 1943   |
| General der Kavallerie Karl-Erik Köhler | 30 de março de 1943 - 1 de janeiro de 1944      |
| Generalmajor Karl Bär                   | 1 de janeiro de 1944 - 13 de janeiro de 1944    |
| General der Kavallerie Karl-Erik Köhler | 12 de janeiro de 1944 - ? de agosto de 1944     |

## Área de operações
| Alemanha                   | novembro de 1940 - novembro de 1941 |
| Bélgica                    | novembro de 1941 - dezembro de 1942 |
| Frente Oriental, setor sul | dezembro de 1942 - agosto de 1944   |